# スムースノーズウェッジフィッシュ
スムースノーズウェッジフィッシュ（学名：Rhynchobatus laevis）は、ノコギリエイ目に分類されるエイの一種。

## 概要
伝統的にRhynchabatus djiddensisやトンガリサカタザメと混合されており、正確な分布域は不明だが、インド洋西部に分布するとされている。河口や湾に生息し、甲殻類や小魚を捕食している。繁殖様式は卵胎生。
食用の為の乱獲等により、絶滅の危機に瀕している。また生息域が公害による影響を受けている。